# Forster (Nova Gales do Sul)
Forster é uma cidade costeira em Mid North Coast, no estado de Nova Gales do Sul, na Austrália. De acordo com o censo australiano de 2016, a população da cidade era de 13.740 habitantes.